# 양귀비씨 기름
양귀비씨 기름, 포피시드 오일(Poppyseed oil)은 양귀비씨에서 비롯된 식용유이다.
양귀비씨는 45~50% 기름을 만든다. 양귀비씨와 마찬가지로 양귀비씨 기름은 맛이 있으며 비타민 E 함량이 많다. 양귀비씨는 특히 비타민E 외에 토코페롤의 함량이 높다. 다른 채소기름과 비교하여 양귀비씨 기름은 준수한 양의 피토스테롤을 함유하고 있다. (콩기름과 땅콩기름보다 높고 잇꽃기름, 참기름, 위트점 오일, 옥수수기름, 겨기름보다 더 적음) 냄새는 거의 없는 편이다.